# E.N.D.
E.N.D. (Evil Never Dies) je zadarski thrash/groove metal sastav.

## Povijest sastava
Sastav je osnovan 1996. u Zadru. U početku je kroz sastav prošlo mnogo članova, te prvi demo Shortest Distance From the Truth snimaju 1999. Snimili su još dva dema 2003. i 2005., a 2006. potpisuju za Dallas Records, te u ožujku 2009. objavljuju svoj prvi studijski album Depravity. Nastupali su na mnogo koncerata, između ostalih i sa sastavima	Pungent Stench, Only Attitude Counts, God Dethroned, Negura Bunget, The Ocean, Municipal Waste i drugima.

## Diskografija
Studijski albumi
- Depravity (2009.)
- Illustrating Evil (2013.)
- Demonic8 (2015.)

Demo uradci
- Shortest Distance From the Truth (1999.)
- Through the Thorns (2003.)
- ...to the Bones (2005.)

## Vanjske poveznice
- MySpace stranica